# Pantherophis gloydi
Pantherophis gloydi är en ormart som beskrevs av CONANT 1940. Pantherophis gloydi ingår i släktet Pantherophis och familjen snokar. IUCN kategoriserar arten globalt som nära hotad. Inga underarter finns listade i Catalogue of Life.
Enligt The Reptile Database är taxonet ett synonym till Pantherophis vulpinus.